# لوبرازولام
لوبرازولام لوبرازولام (تريازولينون) هو دواء تم اشتقاقه من إيميدازولوبينزوديازيبين، يعد هذا الدواء مضاد للقلق، ومضاد للتشنجات، ومهدئ، ومن خصائصه إحداث ارتخاء للعضلات.
أقراص لوبرازولام متوفرة بتركيز 1مجم و2مجم، وهي مرخصة ومصرح بها لعلاج حالات الأرق قصيرة المدى والتي تتراوح شدتها بين متوسطة وحادة.

## دواعي الاستعمال
يمكن وصف الأرق على أنه صعوبة في النوم، وإستيقاظ متكرر، والإستيقاظ في وقت مبكر، أو مزيج من كل هذه الأعراض.
لوبرازولام هو البنزوديازيبين قصير المفعول، ويُستخدم أحياناً في المرضى الذين يعانون من صعوبة في النوم أو صعوبة في الحفاظ على نومهم لوقت طويل.
وينبغي استخدام المنومات فقط على الحالات قصيرة المدى أو الذين يعانون من أرق مزمن على أساس عرضي.

## الجرعة
عادةً تكون جرعة لوبرازولام في حالات الأرق امجم ولكن يمكن زيادتها إلى 2مجم إذا لزم الأمر.
ويوصى بخفض الجرعة في حالات كبار السن بسبب الآثار الجانبية الأكثر وضوحاً والضعف الشديد في الوقوف بعد 11 ساعة من تناول 1مجم من لوبرازولام.
كما أن فترة نصف العمر هي أطول بكثير في حالات كبار السن منها في حالات الأشخاص الأصغر سناً، حيث تم الإبلاغ عن فترة نصف العمر في المسنين تصل إلى 19.8 ساعة.
و يجب أن يضع المرضى والأطباء في اعتبارهم أن الجرعات العالية من لوبرازولام قد تتلف وظائف الذاكرة طويلة المدى.

## الآثار الجانبية
الآثار الجانبية للوبرازولام هي نفسها الآثار الجانبية العامة لجميع البنزوديازيبينات مثل ديازيبام.
والفرق الأكثر وضوحاً بين الآثار الجانبية للوبرازولام وديازيبام هو أنه أقل عرضة لتسكين الألم النهاري لأن فترة نصف العمر للوبرازولام متوسطة بينما فترة نصف العمر للديازيبام تعد طويلة جداً.
وفيما يلي الآثار الجانبية للوبرازلام:
- نعاس.
- زيادة تناقضية في العدوان.
- دوار.
- ارتباك.
- ضعف في العضلات.
- ترنح (خاصة كبار السن).
- فقدان الذاكرة.
- صداع.
- دوخة.
- انخفاض ضغط الدم.
- تغيرات في اللعاب.
- اضطرابات القناة الهضمية.
- اضطرابات بصرية.
- رعشة.
- تغيرات في الرغبة الجنسية.
- سلس البول.
- احتباس البول.
- صعوبة في النطق.
- تفاعلات الجلد.
- اضطرابات الدم واليرقان (الصفراء).
- التبعية وأعراض الانسحاب.

وربما تستمر الآثار المتبقية من تناول لوبرازولام ليلاً مثل النعاس، والاضطرابات النفسية واضطرابات الإدراك إلى اليوم التالي مما يزيد من خطر السقوط وكسور الساق والورك.

## التسامح، والتبعية، والانسحاب
لوبرازولام مثل جميع البنزوديازيبينات مُستحسن فقط في علاج حالات الأرق على المدى القصير وذلك تبعاً للمملكة المتحدة، نظراً لخطر الآثار العكسية مثل التكيف والتبعية والانسحاب، فضلاً عن الآثار السلبية على المزاج والإدراك، يمكن أن تصبح البنزوديازيبينات أقل فاعلية مع مرور الوقت كما يتطور المرضى وتزداد الآثار السلبية العكسية الجسدية والنفسية مثل الخوف من الأماكن المكشوفة، وشكاوى الجهاز الهضمي، وتشوهات الأعصاب الطرفية مثل حروق الأعصاب ووخز الإحساس.
وتقل نسبة خطر التأقلم والانسحاب للوبرازولام إذا تم استخدامه لمدة تقل عن 4 أسابيع أو من حين لآخر.
ومع ذلك فقد أطهرت دراسة تقارن بين علاج وهمي وبين لوبرازولام وتريازولام حدوث رد فعل يظهر في صورة قلق وأرق بعد 3 أيام من الانقطاع عن لوبرازولام، أما في حالات تريازولام فقد ظهر القلق والأرق في اليوم التالي.
ويكمن الاختلاف بين العقارين غالباً في اختلاف فترة عمر النصف وبالتالي فترة القضاء على الدواء في الجسم. وهذه النتائج تشير إلى أنه ربما ينبغي وصف لوبرازولام والبينزوديازيبينات الأخرى لمدة 1-2 أسابيع بدلاً من 2-4 أسابيع للحد من مخاطر ظاهرة التبعية والانسحاب ورد الفعل.
التقليل البطئ لجرعة لوبرازولام على مدى أشهر قد يؤدي إلى التسامح وتقليل شدة أعراض الانسحاب،
حيث أن الأشخاص الذين يعتمدون على بنزوديازيبين يعبرون في كثير من الأحيان إلى النسب المكافئة من ديازيبام لتقليل الجرعة تدريجياً، وذلك بسبب طول فترة نصف العمر للديازيبام فيمكن تقليل الجرعة بسهولة.
وفيما يلي أعراض الانسحاب:
- نوبات الذعر والقلق.
- التعرق.
- الكوابيس.
- الأرق.
- الصداع.
- الرعشة.
- الغثيان والقئ.
- الإحساس بعدم الواقعية.
- إحساس غير طبيعي بالحركة.
- حساسية مفرطة للمؤثرات.
- تدفق الدم في الوجه والتورد.
- الخفقان.
- تشويه أبعاد المباني والصور التليفزيونية.
- تبدد الشخصية.
- أفكار ومشاعر عن الاضطهاد.
- خوف من الجنون.
- تزايد إدراك الطعم والرائحة والصوت والضوء.الخوف من الضوء.
- خوف مرضي.
- اكتئاب.
- ضعف الذاكرة.
- ضعف التركيز.
- الإثارة.
- الأعراض الجسدية.
- الخدر.
- الأحاسيس المتغيرة للجلد.
- الألم.
- العناد.
- ضعف في الرقبة، والرأس، والفك، والأطراف.
- الترنح.
- انقباض العضلات بدءا من التشنجات البسيطة وصولاً إلى الهزات القوية، تصيب عادة الساق والكتفين.
- أعراض تشبه الإنفلونزا.
- الرؤية المزدوجة الغير واضحة.
- غزارة الطمث.
- فقدان الشهية أو الشراهة في تناول الطعام.
- العطش وزيادة البول.
- سلس البول.
- عسر البلع.
- آلام في البطن.
- إسهال.
- إمساك.

يمكن أن تحدث مضاعفات خطيرة بعد الانسحاب المفاجئ أو السريع، وخاصة من الجرعات العالية، وتنتج أعراض مثل:
- ذهان.
- ارتباك.
- الهلوسة البصرية والسمعية.
- الأوهام.
- نوبات الصرع (والتي قد تكون قاتلة).
- أفكار أو أفعال انتحارية.
- عادة يبحث عن الدواء بشكل غير طبيعي.

وتشير التقديرات إلى أنه من 30%-50% من الذين يستخدمون البنزوديازيبينات على المدى الطويل سوف يعانون من أعراض الانسحاب.
ومع ذلك أشارت دراسة أيضاً إلى أن أكثر من 90% من الذين يتوقفون عن تناول البنزوديازيبينات يعانون أعراض الانسحاب، ولكن معدل الزوال كان سريعاً في الحالات التي تناولت 25% من الجرعة أسبوعياً.
وتميل أعراض الانسحاب إلى البقاء ما بين 3 أسابيع إلى 3 شهور، على الرغم من أن 10-15% من الناس ربما يعانون أعراض مطولة لمتلازمة انسحاب البنزوديازيبين، تبقى هذه الأعراض لفترة ثم تبدأ بالإضمحلال تدريجيا في خلال مدة تتراوح بين بضعة شهور وبضع سنوات.

## موانع الاستعمال والتحذيرات
يتطلب البنزوديازيبين احتياطات خاصة إذا تم استخدامه في حالات كبار السن، أو خلال فترة الحمل، أو للأطفال، أو للأشخاص الذين يعانون اضطرابات نفسية مرضية، أو مدمني الكحول والمخدرات. ولوبرازولام مثل غيره من البنزوديازيبينات والأدوية المنومة (ليست بنزوديازيبينات) يسبب ضعف في توازن الجسم والثبات واقفاً في الأشخاص الذين يستيقظون ليلاً أو في صباح اليوم التالي.
وتم الإبلاغ عن السقوط وحالات كسور الورك في كثير من الأحيان، والجمع بين الدواء والكحول يزيد من هذا الضعف.

## آلية العمل
لوبرازولام هو بنزوديازيبين يعمل عن طريق التحوير الإيجابي لمستقبلات مركب الجابا (GABA) عن طريق إمساكه بمستقبلات البنزوديازيبين والتي توجد على وحيدات ألفا والتي تحتوي على مستقبلات جابا.
هذا الإجراء من شانه أن يعزز تأثير الناقل العصبي جابا على مركب مستقبلات الجابا من خلال زيادة وتيرة فتح فناة أيون الكلوريد.
وهذا الأجراء يسمح بدخول المزيد من الأيونات إلى الخلية العصبية والتي بدورها تنتج آثاراً مثل: ارتخاء العضلات، زوال القلق، منوم، فقدان الذاكرة، ومضاد للتشنجات.
هذه الخصائص يمكن استخدامها لفوائد علاجية في المعالجة السريرية.
كما تستخدم هذه الخصائص أحياناً لأغراض ترفيهية مثل تعاطي مخدر البنزوديازيبين والذي تسبب الجرعات العالية منه التسمم والتخدير.

## الخصائص الدوائية
بعد تناول لوبرازولام عن طريق الفم على الريق، فإنه يستغرق ساعتين حتى تصل مستوياته في الدم إلى الذروة، وهذه الفترة أطول كثيرا من منومات البنزوديازيبينات الأخرى، هذا التأخير يجعلنا نتسائل عن مدى فائدة لوبرازولام لعلاج الأرق مقارنةً بالمنومات الأخرى (خصوصاً ان الشكوى غالباً من صعوبة النوم وليس صعوبة الحفاظ على النوم خلال الليل) على الرغم من ان بعض الدراسات تشير إلى أن لوبرازولام يحفز النوم في غضون نصف ساعة، مشيراً إلى الاختراق السريع للدماغ.
ولذلك فإن تأخر وصول الذروة للوبرازولام قد لايكون ذو صلة بكفائته كمنوم، وإذا تم تناوله بعد الوجبات فإنه قد يستغرق وقتاً أطول للوصول إلى الذروة وتركيزه في حالات الذروة قد يكون أقل من الحالات العادية، يغير لوبرازولام كثيراً من النشاط الكهربي للدماغ والذي يتم قياسه بواسطة التخطيط الدماغي أو رسم المخ (EEG)، وهذه التغيرات تصبح أكثر وضوحاً بكثير مع زيادة الجرعة.
تقريباً يتم هضم نصف كل جرعة لإنتاج المستقلب النشط والذي تتماثل قوته مع لوبرازولام بينما يخرج النصف الآخر من الجسد دون تغيير، وتكون فترة نصف العمر للمستقلب النشط متمائلة تقريباً مع فترة نصف العمر في المركب الأصلي.